# Cintia Dicker
Cintia Schneider Dick (Campo Bom, Rio Grande do Sul, 6 de diciembre de 1986), más conocida como Cintia Dicker, es una modelo, actriz y diseñadora de modas brasileña.

## Biografía
Nació en Campo Bom, Rio Grande do Sul (Brasil). De ascendencia alemana, fue criada en una zona rural donde aprendió a hablar alemán como lengua materna. Su padre falleció en un accidente automovilístico cuando Dicker tenía tres años. En el colegio le preguntaban qué le pasaba en la cara, que dejara de comer lentejas al lado de un ventilador, en referencia a sus numerosas pecas. Sus compañeros eran reticentes a sentarse al lado de ella, ya que pensaban que tenía una enfermedad que podía contagiarles.
Ha aparecido en campañas publicitarias de Ann Taylor, Macy's, L'Oréal, American Eagle Outfitters, Tom Ford, Wildfox Couture e Yves Saint Laurent, y en catálogos de Victoria's Secret, H&M, Gap, Bebe Stores y Lands' End. Ha aparecido en las portadas de las revistas francesas Marie Claire, Elle, Madame Figaro y de la publicación brasileña Vogue/Teen Vogue, y apareció en la edición de Sports Illustrated Swimsuit en 2009, 2010, 2011, 2012 y 2013. Dicker ha participado en desfiles de moda en representación de marcas como Gucci, Anna Sui, Peter Som, Matthew Williamson, Tommy Hilfiger, DSquared², Lanvin y Dolce & Gabbana.
En 2014 interpretó el papel de Milita en la telenovela brasileña Meu Pedacinho de Chão.

## Filmografía
| Año  | Título                | Rol         |
| ---- | --------------------- | ----------- |
| 2005 | Belíssima             | Modelo      |
| 2013 | Correio Feminino      | Adolescente |
| 2014 | Meu Pedacinho de Chão | Milita      |
| 2016 | Totalmente Demais     | Ella misma  |
| 2017 | Pega Pega             | Ulla        |